# Thérmo
Thérmo är en kommunhuvudort i Grekland.   Den ligger i prefekturen Nomós Aitolías kai Akarnanías och regionen Västra Grekland, i den centrala delen av landet, 190 km väster om huvudstaden Aten. Thérmo ligger 396 meter över havet och antalet invånare är 1 957.
Terrängen runt Thérmo är huvudsakligen kuperad, men österut är den bergig. Runt Thérmo är det glesbefolkat, med 8 invånare per kvadratkilometer. Närmaste större samhälle är Panaitólion, 19,0 km väster om Thérmo. 